# レンフェ101系
レンフェ101系（スペイン語: Serie 101 de Renfe）はレンフェ (Renfe) の動力集中方式高速鉄道車両である。標準軌高速新線で運行されるAVE用の100系の1,668mm広軌在来線仕様として導入された。
Renfeでは1987年から1989年にかけて合計24編成のアルストム製標準軌タイプの高速列車編成の導入が検討されていた。のちに16編成の100系が製造され、さらに100系2編成が追加製造された。残る6編成については一部の契約変更などを経て101系として1994年から1996年にかけ製造された。
編成は両端2両の動力車と中間8両の連接客車で構成されているのは100系と共通している。異なるのは軌間と電気方式がRenfe在来線の標準である直流3,000Vのみに対応していることである。
101系で運行されている列車はユーロメッドと呼ばれている。2010年時点の運行区間はバルセロナ - バレンシア - アリカンテなどの地中海沿岸路線で、通常の営業運転における最高速度は200km/h、設計最高速度は220km/h、試験走行時での最高速度は254km/hである。
2002年に発生した事故により1編成は片側の動力車が大破したため、TGV Duplexタイプのものと交換され復旧されている。